# Картинки старого Тбілісі (мультфільм, 1982)
«Картинки старого Тбілісі» (рос. «Гость») — грузинський радянський мультфільм 1982 року кінорежисера Отара Андронікашвілі.